# Junioreuropamästerskapen i öppet vatten-simning 2022
Junioreuropamästerskapen i öppet vatten-simning 2022 arrangerades mellan den 3 och 5 juni 2022 i Setúbal i Portugal. Det var den 19:e upplagan av junioreuropamästerskapen i öppet vatten-simning.
Mästerskapet bestod av åtta grenar. Både damer och herrar tävlade enligt följande åldersklasser: 5 km för åldern 14–15 år, 7,5 km för åldern 16–17 år och 10 km för åldern 18–19 år. Det fanns dessutom två mixade lagtävlingar, en i U16-klass och en i U19-klass.

## Medaljörer

### Herrar
| Gren   | Guld                        | Guld      | Silver                    | Silver    | Brons                       | Brons     |
| 5 km   | Emir Batur Albayrak Turkiet | 1:06.41,7 | Tuncer Ertürk Turkiet     | 1:07.32,7 | Kadem Göksu Erdağlı Turkiet | 1:07.49,9 |
| 7,5 km | Sacha Velly Frankrike       | 1:32.46,0 | Vincenzo Caso Italien     | 1:34.33,3 | Linus Schwedler Tyskland    | 1:34.34,7 |
| 10 km  | Dávid Betlehem Ungern       | 1:44.15,8 | Pasquale Giordano Italien | 1:46.31,2 | Giuseppe Ilario Italien     | 1:46.32,7 |

### Damer
| Gren   | Guld                          | Guld      | Silver                    | Silver    | Brons                 | Brons     |
| 5 km   | Julia Ackermann Tyskland      | 1:13.09,3 | Sevim Süpürgeci Turkiet   | 1:13.18,4 | Talya Erdoğan Turkiet | 1:13.21,7 |
| 7,5 km | Clémence Coccordano Frankrike | 1:46.06,0 | Federica Senatore Italien | 1:47.21,3 | Lara Braun Tyskland   | 1:47.40,7 |
| 10 km  | Madelon Catteau Frankrike     | 1:55.07,7 | Mira Szimcsák Ungern      | 1:55.39,2 | Mafalda Rosa Portugal | 1:55.39,9 |

### Mixed
| Gren                          | Guld                                                                    | Guld    | Silver                                                                          | Silver    | Brons                                                                  | Brons     |
| Lagtävling, 4 × 1,25 km (U16) | Turkiet Talya Erdoğan Sevim Süpürgeci Tuncer Ertürk Emir Batur Albayrak | 58.55,7 | Tyskland Julia Ackermann Hannah Gätjen Finn-Constantin Kleinheinz Arne Schubert | 59.16,0   | Italien Guglielmo Lombardo Tiziano Tripodi Eva Lenzi Sofia Dandrea     | 1:00.19,9 |
| Lagtävling, 4 × 1,25 km (U19) | Ungern Mira Szimcsák Bettina Fábián Zalán Sárkány Dávid Betlehem        | 59.44,3 | Tyskland Leonie Märtens Lara Seifert Moritz Bockes Linus Schwedler              | 1:01.30,5 | Italien Giuseppe Ilario Pasquale Giordano Alessia Ossoli Iris Menchini | 1:01.51,9 |

## Medaljtabell
*   Värdland ( Portugal)
| Nr                  | Nation              | Guld | Silver | Brons | Totalt |
| ------------------- | ------------------- | ---- | ------ | ----- | ------ |
| 1                   | Frankrike           | 3    | 0      | 0     | 3      |
| 2                   | Turkiet             | 2    | 2      | 2     | 6      |
| 3                   | Ungern              | 2    | 1      | 0     | 3      |
| 4                   | Tyskland            | 1    | 2      | 2     | 5      |
| 5                   | Italien             | 0    | 3      | 3     | 6      |
| 6                   | Portugal*           | 0    | 0      | 1     | 1      |
| Totalt (6 nationer) | Totalt (6 nationer) | 8    | 8      | 8     | 24     |